# Campeonato Mundial Femenino de Ajedrez 1933
El 4º Campeonato mundial femenino de ajedrez tuvo lugar durante las 5º Olimpiadas de Ajedrez de 1933 en Folkestone, Inglaterra La campeona de este torneo fue Vera Menchik, quien defendió su título en un torneo todos contra todos.

## Resultados
| # | Jugadora              | 1   | 2   | 3   | 4   | 5   | 6   | 7   | 8   | Total |
| - | --------------------- | --- | --- | --- | --- | --- | --- | --- | --- | ----- |
| 1 | Vera Menchik          | -   | 1 1 | 1 1 | 1 1 | 1 1 | 1 1 | 1 1 | 1 1 | 14    |
| 2 | Edith Charlotte Price | 0 0 | -   | 1 ½ | 0 ½ | 1 1 | 0 1 | 1 1 | 1 1 | 9     |
| 3 | Mary Gilchrist        | 0 0 | 0 ½ | -   | 1 1 | 1 ½ | ½ ½ | 1 ½ | 1 1 | 8½    |
| 4 | Edith Michell         | 0 0 | 1 ½ | 0 0 | -   | ½ 1 | 1 1 | 0 1 | 1 1 | 8     |
| 5 | Alice Tonini          | 0 0 | 0 0 | 0 ½ | ½ 0 | -   | 1 1 | 0 1 | 1 1 | 6     |
| 6 | Paulette Schwartzmann | 0 0 | 1 0 | ½ ½ | 0 0 | 0 0 | -   | 1 ½ | 1 1 | 5½    |
| 7 | Jeanne D'Autremont    | 0 0 | 0 0 | 0 ½ | 1 0 | 1 0 | 0 ½ | -   | 1 1 | 5     |
| 8 | Gisela Harum          | 0 0 | 0 0 | 0 0 | 0 0 | 0 0 | 0 0 | 0 0 | -   | 0     |